# 561e division de grenadiers
La 561e division de grenadiers (en allemand : 561. Grenadier-Division ou 561. GD) est une des divisions d'infanterie de l'armée allemande (Wehrmacht) durant la Seconde Guerre mondiale.

## Historique
La 561e division de grenadiers est formée le 27 juillet 1944 dans le secteur prussien de Eylau à partir de la Grenadier-Division Ostpreußen 1 en tant qu'élément de la 29. Welle (29e vague de mobilisation).
À partir d'août 1944, elle est affectée en Lituanie dans le XXVI. Armeekorps de la 3. Panzer-Armee au sein de l'Heeresgruppe Mitte, puis à partir de septembre dans le XXVII. Armeekorps de la 4. Armee toujours au sein de l'Heeresgruppe Mitte dans le secteur de Wirballen.
Elle est renommée 561. Volks-Grenadier-Division le 9 octobre 1944.

## Organisation

### Commandants
| Date                             | Grade        | Commandant  |
| -------------------------------- | ------------ | ----------- |
| 27 juillet 1944 - 9 octobre 1944 | Generalmajor | Walter Gorn |

## Théâtres d'opérations
- Front de l'Est, secteur Centre : Juillet 1944 - Octobre 1944

## Ordre de bataille
- Grenadier-Regiment 1141
- Grenadier-Regiment 1142
- Grenadier-Regiment 1143
- Artillerie-Regiment 1561
  - I. Abteilung
  - II. Abteilung
  - III. Abteilung
  - IV. Abteilung
- Füssilier-Kompanie 561
- Divisionseinheiten 1561